# بيرنغاريا من نافارا
بيرنغاريا النافارية أو بيرنغيلا في الإسبانية (حوالي ما بين 1165-1170 - 23 ديسمبر 1230)؛ هي ملكة إنجلترا بزواجها من ريتشارد قلب الأسد، هي ابنة سانشو السادس ملك نافارا وسانشا ابنة الإمبراطور ألفونسو السابع.
يعرف عنها تقليدياً بأنه (ملكة إنجلترا الوحيدة التي لم تخطيء أقدامها البلاد، أثناء فترة قرينتها)؛ لأنه تزوجته أثناء ذهابه إلى الحملة الصليبية الثالثة في ليماسول بـ قبرص وتويجت في كنيسة القديس جورج بالمدينة ملكة على قبرص وإنجلترا، وذهبا سوياّ إلى الأراضي المقدسة، ولكنها عادا بشكل منفصل بحيث لم يرها أبداً بعد ذلك، لأنه توفي بعد رجوعه إلى أوروبا بـ وقت قصير، عاشت الملكة الأرملة في لومان بأحد ممتلكات زوجها في اليابسة خارج إنجلترا حتى وفاتها في 1230،  ودفنت في أحد الأديرة المدينة.